# Juncus militaris
Juncus militaris là một loài thực vật có hoa trong họ Juncaceae. Loài này được Bigelow mô tả khoa học đầu tiên năm 1824.